# 帕萨和菲卡
帕萨和菲卡是巴西北大河州的一个市镇。总面积42.137平方公里，总人口9664人，人口密度229.3人/平方公里。